# Kremžarjev Vrh
Il monte Kremžarjev Vrh con 961 m s.l.m. è una montagna delle Pohorje nelle Prealpi Slovene nord-orientali. Si trova nella regione della Carinzia in Slovenia nel comune di Slovenj Gradec.